# Mossendjo
Mossendjo (s’écrit également Mosenjo ou Mosendjo) est la seconde ville de la région du Niari en République du Congo, chef-lieu de la région de la Nianga Louessé (région qui comportait notamment les villes de Sibiti, Mayoko, Mbinda…) Elle est située au cœur du massif du Chaillu, chaîne montagneuse et forestière qui part de l'est du Gabon pour rencontrer les chaînes montagneuses du Mayombe.

## Démographie
Avec une population de plus de 12 000 habitants, la ville abrite plusieurs groupes ethniques dont :
- les Tsangui, groupe ethnique majoritaire ;
- les Punus, second groupe ethnique majoritaire, majoritaire à l'est du Gabon dans la région du Niari (on les rencontre aussi à Nianga, Divenié) ;
- les Tékés, forment le troisième groupe le plus important ;
- les Banbas, les Kougnis et les Kotas constituent les groupes minoritaires de la ville.

## Économie
L'activité principale de la ville est l'exploitation forestière, activité qui a vu le jour vers le début du XXe siècle et a connu son apogée vers les années 1930 et 1940 lors de la construction du chemin de fer reliant Dolisie à Mbinda (ville frontière avec le Gabon).
Jusqu'à la période coloniale la première activité de cette ville était la chasse, la cueillette et la pêche. Les années 1970 et 1980 ont été marquées par le transit du manganèse qui quittait Dédé-Gabon pour Makabana,Mont Belot puis Pointe-Noire.

## Culture

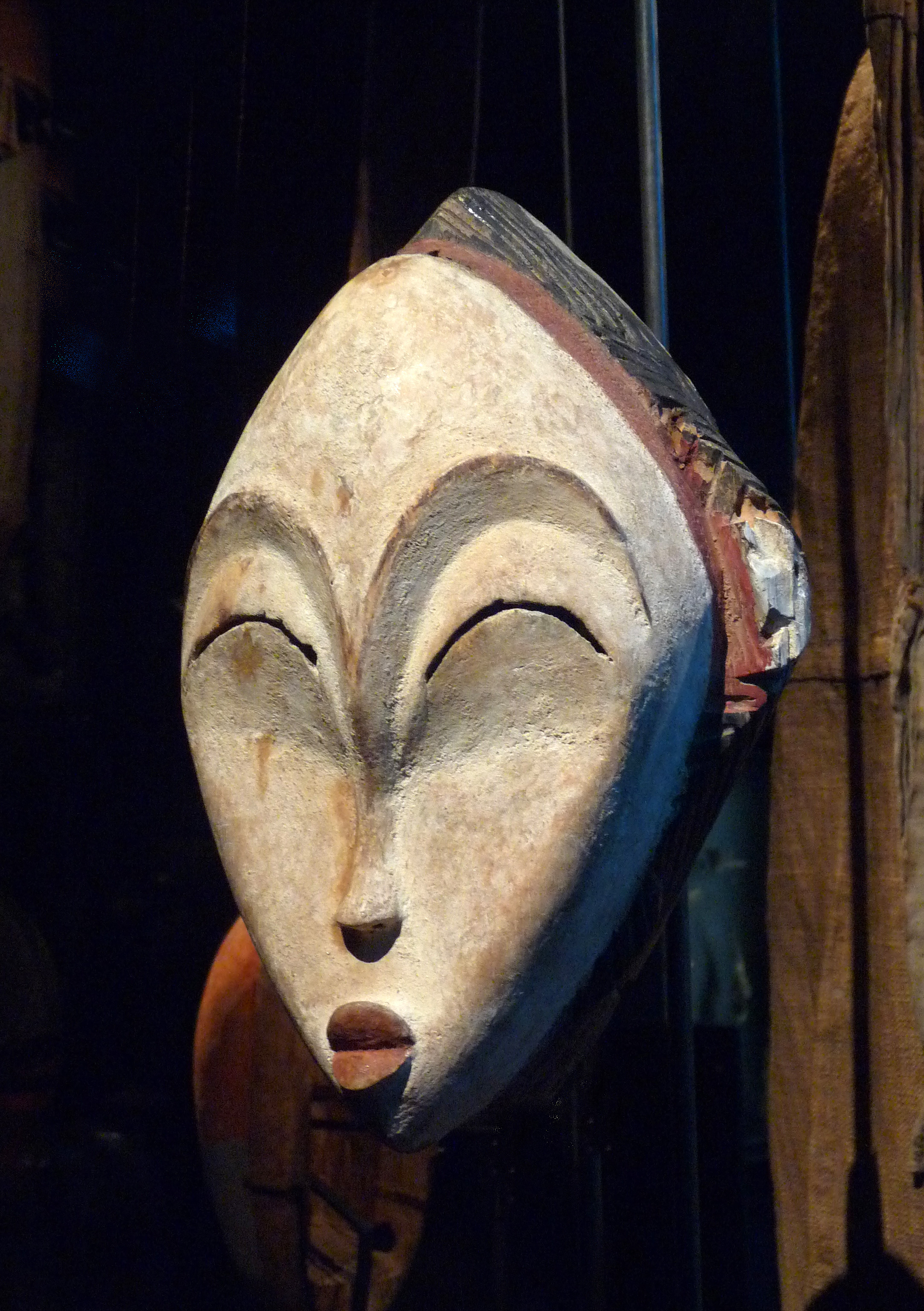
Masque punu.

Une société matriarcale prédomine. L'organisation sociale est. Le clan, plutôt que l'ethnie, est le centre de la famille.[réf. nécessaire]
La danse traditionnelle reste très pratiquée.

## Religion
Deux grandes confessions chrétiennes définissent la vie religieuse de la ville : le protestantisme et le catholicisme. Les premières églises ont été bâties par les protestants ; la mission protestante a bâti les premières écoles.
Les religions locales (le dzobi, le mukala) restent toujours d'actualité comme dans beaucoup de pays africains ; le syncrétisme est aussi largement répandu.